# Baron Rathdonnell

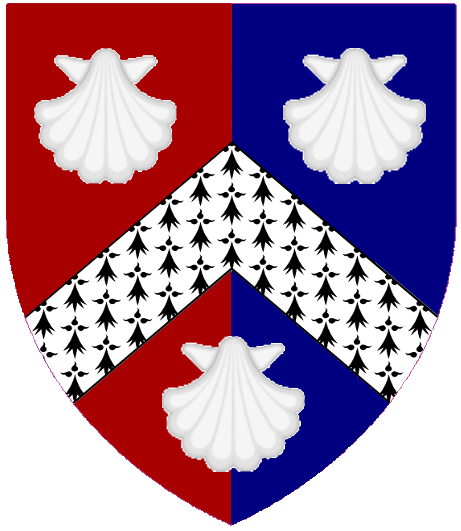
Wappen der Barone Rathdonnell

Baron Rathdonnell, of Rathdonnell in the County of Donegal, ist ein erblicher britischer Adelstitel in der Peerage of Ireland. Der Titel ist nach dem Townland Rathdonnell bei Letterkenny benannt.
Es handelt sich (nach der Baronie Curzon of Kedleston) um den zweitletzten Baronstitel, der in dieser Peerage verliehen wurde.
Familiensitz der Barone ist Lisnavagh House bei Rathvilly im County Carlow.

## Verleihung
Der Titel wurde am 21. Dezember 1868 für den Lord Lieutenant des County Louth, John McClintock, geschaffen. Da dieser keine Kinder hatte, erfolgte die Verleihung mit dem besonderen Zusatz, dass der Titel in Ermangelung eigener männlicher Nachkommen auch an die männlichen Nachkommen seines 1866 verstorbenen jüngeren Bruders William McClintock-Bunbury vererbbar sei.
Entsprechend fiel der Titel beim Tod des 1. Barons am 17. Mai 1879 an seinen Neffen Thomas McClintock-Bunbury als 2. Baron. Heutiger Titelinhaber ist seit 2025 dessen Ur-Urenkel William McClintock-Bunbury als 6. Baron.

## Liste der Barone Rathdonnell (1868)
- John McClintock, 1. Baron Rathdonnell (1798–1879)
- Thomas McClintock-Bunbury, 2. Baron Rathdonnell (1848–1929)
- Thomas McClintock-Bunbury, 3. Baron Rathdonnell (1881–1937)
- William McClintock-Bunbury, 4. Baron Rathdonnell (1914–1959)
- Thomas McClintock-Bunbury, 5. Baron Rathdonnell (1938–2025)
- William McClintock-Bunbury, 6. Baron Rathdonnell (* 1966)

Titelerbe (heir apparent) ist der Sohn des aktuellen Titelinhabers, Hon. Thomas McClintock-Bunbury (* 2011).